# پی-انیسیک اسید
پی-انیسیک اسید (به انگلیسی: P-Anisic acid) یک ترکیب شیمیایی با شناسه پاب‌کم ۷۴۷۸ است. 